# Лютий 2015
Лютий 2015 — другий місяць 2015 року, що розпочався в неділю 1 лютого та закінчився в суботу 28 лютого.

## Події
- 2 лютого
  - Унаслідок ДТП загинув лідер гурту «Скрябін» Андрій Кузьменко.[1]

- 4 лютого
  - Катастрофа літака ATR 72 в Тайбеї.

- 17 — 24 лютого
  - 49-й чемпіонат світу з біатлону серед юніорів у Раубичах, що поблизу Мінська (Білорусь)

- 20 лютого
  - 40-а церемонія вручення нагород премії «Сезар».

- 27 лютого
  - О 23:40 по MSK вбили відомого російського опозиціонера, прихильника України Бориса Нємцова біля Московського Кремля чотирма пострілами в спину.[2]

- 28 лютого
  - У ніч на 28 лютого екс-регіонал Михайло Чечетов скоїв самогубство, випавши з вікна своєї квартири на 17-му поверсі.[3]